# Đại Thuận
Đại Thuận (giản thể: 大顺; phồn thể: 大順) hay còn gọi là Lý Thuận (李順) là một chính quyền Trung Quốc do Sấm vương Lý Tự Thành thành lập và tồn tại trong và sau khi họ chiếm được thủ đô Bắc Kinh của nhà Minh, song sau đó Lý Tự Thành lại bại trận trước nhà Thanh của người Mãn Châu bắt đầu tràn vào Trung Quốc. Cuối cùng, tàn dư của Đại Thuận buộc phải quy thuận nhà Minh.

## Thành lập
Cuối thời Minh, triều đỉnh hủ bại, cộng thêm đất nước bị nạn hạn hán và châu chấu liên miên, quan phủ bóc lột, một số lượng lớn dân lưu tán, dân đói ở khu vực Tần Thục đã tiến hành nổi dậy, gọi là "lưu khấu" (流寇). Các nông dân này có chiến thuật tấn công theo kiểu du kích và riêng lẻ, khiến binh lực nhà Minh tổn hại nghiêm trọng. Năm 1633, lãnh tụ quân nông dân là Sấm vương Cao Nghênh Tường bị tướng Minh là Tôn Truyền Đình giết, Lý Tự Thành kế vị làm Sấm vương, tục gọi là Lý Sấm.
Năm 1641, Lý Sấm đánh chiếm Lạc Ấp, giết chết Lạc Dương Phúc vương Chu Thường Tuân, cùng với chư tướng nấu thi thể của Chu Thường Tuân và chia nhau ăn. Sau khi tịch thu Phúc vương phủ, quân nông dân của Lý Sấm có được một số lượng lớn lương thảo. Tháng 10 năm 1643, Lý Sấm công phá Đồng Quan, đến tháng 11 thì chiếm Tây An.
Ngoài ra, khi ấy còn có quân nông dân của Trương Hiến Trung, phát triển chủ yếu ở phương Nam, đầu tiên khống chế khu vực Hồ Quảng, sau đó chuyển sang tấn công Tứ Xuyên, lập chính quyền Đại Tây. Tuy nhiên, Lý Sấm và Trương Hiến Trung không duy trì quan hệ hợp tác mà lại đánh lẫn nhau.
Tháng 1 năm 1644, Lý Sấm lập nước tại Tây An, đặt quốc hiệu là "Đại Thuận", đặt niên hiệu là Vĩnh Xương, truy tôn Lý Kế Thiên (李继迁) của Tây Hạ làm Thái Tổ. Đầu tiên, Đại Thuận lấy Tây An làm kinh sư. Sau đó, Lý Tự Thành thống lĩnh 100 vạn quân vượt qua Hoàng Hà, chia làm hai cánh tiến đánh Bắc Kinh. Đến tháng 3, Lý Sấm đánh chiếm Đại Đồng, Tuyên Phủ, Cư Dung quan, đến ngày 11 thì binh đến chân thành Bắc Kinh. Ngày 18, quân Đại Thuận đã đánh bại quân Minh ở ngoại thành Bắc Kinh. Sáng sớm ngày 19 tháng 3, Lý Sấm tiến vào Tử Cấm Thành, Sùng Trinh Đế tự thắt cổ ở Môi Sơn tại Bắc Kinh, gọi là Giáp Thân chi biến (甲申之變), triều đình nhà Minh diệt vong.

## Cai trị tại Bắc Kinh
Lý Tự Thành vào thành Bắc Kinh, đầu đội nón tre, mình mặc áo vải xanh, cưỡi tuấn mã, thong thả đi vào Tử Cấm Thành. Nhân dân Bắc Kinh vui mừng, treo đèn kết hoa đón quân Đại Thuận. Chính quyền Đại Thuận vừa treo bảng yên dân, kêu gọi mọi người an cư lại nghiệp, vừa trừng phạt các hoàng thân quốc thích và quan lại tham ô của triều Minh.
Lý Sấm không có phương sách hợp thời với tướng Minh trấn giữ Sơn Hải quan là Ngô Tam Quế. Ngô Tam Quế vốn được triều Minh cử đến Ninh Viễn để chống quân Thanh, trong tay có mấy chục vạn quân. Khi được Sùng Trinh Đế gọi về ứng cứu, Ngô Tam Quế đem quân rút về Bắc Kinh, đến Sơn Hải quan thì biết tin triều Minh đã bị diệt, lại nhận được thư của cha khuyên hàng. Khi Ngô Tam Quế về đến Loan Châu (gần Bắc Kinh) thì hay tin cha đã bị bắt, gia sản bị tịch thu và ca nữ Trần Viên Viên mà ông sủng ái đã bị quân Đại Thuận bắt, vì thế Ngô Tam Quế đã đưa quân quay trở lại Sơn Hải quan.
Ngày 21 tháng 4 năm 1644, Lý Sấm mang 20 vạn quân thân chinh giao chiến với Ngô Tam Quế ở Sơn Hải quan, Ngô Tam Quế sợ hãi, bèn mang thư cho Đa Nhĩ Cổn mời quân Thanh đến giúp. Ban đầu, quân của Ngô Tam Quế bị quân Đại Thuận bao vây, song khi hai bên đang huyết chiến thì một trận cuồng phong kéo đến làm đất bụi mù mịt, Đa Nhĩ Cổn tận dụng thời cơ đem quân Thanh đang mai phục tiến thẳng vào quân Đại Thuận. Quân Đại Thuận không rõ địch từ đâu tới, trong lòng hoang mang, trận địa rối loạn, Lý Tự Thành đành rút lui. Lý Tự Thành vừa đánh vừa lui, Ngô Tam Quế dựa vào yểm trợ của quân Thanh mà truy đánh, khi lui về Bắc Kinh thì đã tiêu hao rất nhiều binh lính. Sau khi về Bắc Kinh, Lý Tự Thành tiến hành lễ tức vị tại hoàng cung, tiếp nhận triều kiến của các quan chức triều đình Đại Thuận, sớm hôm sau, Lý Tự Thành dẫn quân Đại Thuận rời Bắc Kinh về phía tây để đến Tây An. Tính ra, quân Đại Thuận đã chiếm giữ Bắc Kinh trong 41 ngày.

## Diệt vong
Do quân Đại Thuận bày trận nghênh chiến tại Đồng Quan, chủ lực và đại pháo của quân Thanh còn chưa đến, hai bên kiên trì bất chiến, kéo dài trong một năm. Năm 1645, quân Thanh chia làm hai nhánh tiến đánh Tây An, dùng Hồng y đại pháo (紅衣大炮) công phá Đồng Quan, Lý Tự Thành chiến không nổi bèn đưa quân Đại Thuận đến Tương Dương nhập Hồ Bắc, cố gắng cùng tổng binh triều Minh là Tả Lương Ngọc kháng Thanh. Tháng 4 năm 1645, Lý Tự Thành tiến đến Vũ Xương, song bị quân Thanh đánh cho tan vỡ. Đến tháng 5, Lý Tự Thành lại bại trận ở Giang Tây, sau bị quân Nam Minh giết tại Cửu Cung Sơn ở phía nam huyện Thông Sơn của Hồ Bắc (cũng có thuyết nói Lý Tự Thành tự sát, mất tích hoặc xuất gia làm sư tăng).

## Quan chế
Quan chế Đại Thuận đại thể theo quan chế triều Minh, có sửa đổi nhỏ, đổi nội các thành "Thiên hựu điện" (天佑殿), đổi Lục bộ là lục chính phủ, thiết lập các chức đại học sĩ, thượng thư, thị lang. Ở địa phương, chính quyền Đại Thiện đổi tuần phủ thành tiết độ sứ, tuần án trực chỉ sứ. Về mặt quân sự, Đại Thuận thiết lập tiền hậu tả hữu trung các doanh, quyền tướng quân, chế tướng quân, uy vũ tướng quân, quả nghị tướng quân, trong đó quyền tướng quân có địa vị cao nhất. Sau khi tiến vào Bắc Kinh, chính quyền Đại Thuận quy định: quan văn chịu sự kiểm soát của tướng quân Lưu Tông Mẫn (劉宗敏), điều này rõ ràng không giống với triều Minh.